# Jahdae Barron
Jahdae Lyzel Barron (Corpus Christi, 4 dicembre 2001) è un giocatore di football americano statunitense che milita nel ruolo di cornerback per i Denver Broncos della National Football League (NFL).

## Carriera universitaria
Barron disputò 5 partite e mise a segno 3 tackle nella sua prima stagione a Texas nel 2020. L'anno seguente giocò come titolare due gare su nove, facendo registrare 18 placcaggi. Nel 2022 partì come titolare in nove gare su tredici, finendo con 78 tackle, un sack e due intercetti, di cui uno ritornato in touchdown. Nel 2023 disputò come titolare 12 gare su 14, mettendo a referto 61 tackle, un intercetto, 7 passaggi deviati e un fumble recuperato. Nel 2024 vinse il Jim Thorpe Award come miglior defensive back del college football e fu premiato come All-American.

## Carriera professionistica

### Denver Broncos
Barron fu scelto nel corso del primo giro (20º assoluto) del Draft NFL 2025 dai Denver Broncos.